# Castello di Beauté-sur-Marne
Il castello di Beauté-sur-Marne o castello di Beauté era un castello soggetto alla sovranità diretta dei Re di Francia, sito in prossimità di Vincennes, nel territorio dell'attuale comune francese di Nogent-sur-Marne. Costruito dal re Carlo V a partire dal 1373 e completato nel 1376; pressoché dimenticato dalla fine del XV secolo, fu abbattuto nel 1626 per ordine del cardinale Richelieu.